# وصف الأنواع الحية

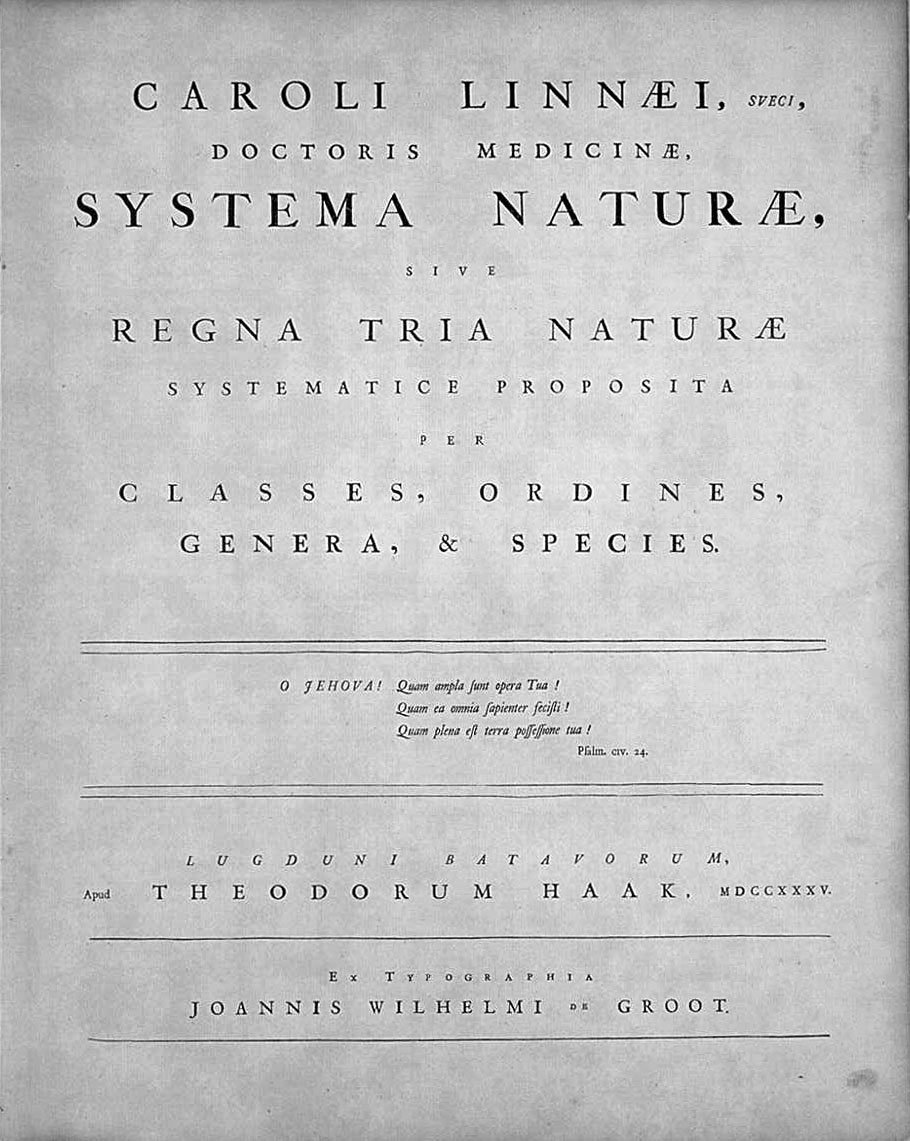
صفحة العنوان الأصلي يفتوشينكوف Naturae لينيوس، الذي نشر في عام 1735.

إطلاق الأسماء على الأنواع يطلق الأشخاص أسماءً على الكائنات الحية التي يصادفونها أو التي يكتشفونها بعد مجموعة من الأبحاث، ولكن نتيجة للاختلافات في اللغة، والمنطقة، والمعلومات، قد يكون لذات النوع العديد من الأسماء الشائعة المختلفة، أو قد يُستخدم نفس الاسم للإشارة إلى عدة أنواع مختلفة. ولقد تم تطوير عملية علمية رسمية لتسمية الأنواع ووصفها عبر التاريخ وذلك لإنشاء سجل بجميع الأنواع التي تم اكتشافها، ولإتاحة إمكانية التواصل بخصوصها بصورة محددة.

## عملية إطلاق الأسماء على الأنواع
يعتبر النوع موصوفًا علميًا عندما يخصص له اسم لاتيني مُكَوَّن من جزأين ويُنشَر الوصف الخاص به في مجلة علمية تخضع لمراجعة الأقران.
يعد الاسم العلمي والوصف مرجعَين رسمِيَّيْن عالمِيَّين للتعريف مستقبلاً. ويضم الوصف أيضًا معلومات عن المادة النوعية، وهي فرد حقيقي محفوظ من النوع. وعادة ما تكون تلك العينة هي تلك التي بُنِيَ عليها الوصف، وتُحفظ في متحف أو مجموعة للوصول إليها عند الضرورة باعتبارها مرجعًا من واقع الحياة.
وفي بعض الأوقات، تكون المادة النوعية عرضًا توضيحيًا أو صورة فوتوغرافية في حال كون الكائن الحي المعني نادرًا جدًا أو مهددًا بالانقراض. وبما أن المادة النوعية عادة ما تحوي معلومات مفصلة عن موقع وتاريخ جمع العينة بالإضافة إلى اسم جامعها، فيمكن أن تعد أيضًا قطعة أثرية تاريخية. على سبيل المثال، يمكن لجمع عينات النسيج من عينات الطيور البحرية بالمتحف أن يقدم دليلاً على أن المعدلات البيئية للزئبق قد تزايدت عبر الزمن.

## معدلات وصف الأنواع
| السنة | العدد الإجمالي للأوصاف الأنواع |       |
| ----- | ------------------------------ | ----- |
| 2000  | 17,045                         |       |
| 2001  | 17,003                         |       |
| 2002  | 16,990                         |       |
| 2003  | 17,357                         |       |
| 2004  | 17,381                         |       |
| 2005  | 16,424                         |       |
| 2006  | 17,659                         |       |
| 2007  | 18,689                         |       |
| 2008  | 18,531                         |       |
| 2009  | 19,232                         | [ 1 ] |

## وصف نوع جديد
من أجل وصف نوعً جديدا يجب أن يتم إجراء تحقيق شامل؛ للتأكد من أن النوع لم يتم وصفه بعد. وعادة ما يتضمن ذلك استشارة خبراء آخرين حول الأصنوفة المحددة، وزيارة المتاحف والمجموعات لفحص سجلات العينات، ومراجعة المواد التاريخية، وإنشاء تسلسل للحمض النووي.
وحالما يتم التأكد من عدم إطلاق اسم على النوع في السابق، يجب أن يختار العالِم اسمًا ويكتب وصفًا. يجب أن يتبع الاسم قواعد نحوية لاتينية محددة (على الرغم من أنها تفسح المجال للإبداع) ويمكن أن يكون بسيطًا، أو وصفيًا، أو جغرافيًا، أو تذكاريًا (مسمى نسبة إلى شخص)، أو ليس له معنى، أو تركيبة ما.
ويضم الوصف إدراجًا دقيقًا للسمات الجسمانية في قوائم، بما في ذلك الاختلافات التي لاحظها العالم في تعداد النوع. ويطبق ذلك من العام إلى الخاص (وصف الشكل العام والحجم أولاً، ثم المتابعة لوصف كل جزء من أجزاء الجسم بصورة أدق)، والانتباه بوجه خاص إلى تلك السمات التي يمكن استخدامها لتمييز ذلك النوع عن غيره. يجب أن يكون الوصف موضوعيًا من الناحية العلمية ومفعمًا بالحياة من الناحية البصرية، ويعني ذلك أن كتابته «تجمع اثنين من أصعب أنواع الكتابة: الوصف التقني والجمالي» (وينستون). وتوفر اتفاقيات الأصناف المختلفة (الميثاق الدولي لتسمية الطحالب، والفطر، والنباتات (ICN)، واللجنة الدولية للتسمية الحيوانية (ICZN)، والميثاق الدولي لتسمية البكتريا (ICNB)) مفردات ومصطلحات متخصصة مستخدمة في تلك المجالات.
وعادة ما يضم المقال الوصفي أيضًا نقاشًا حول المكان التصنيفي الأعلى مرتبة للكائن الحي، وأية معلومات عن الإيكولوجيا والسلوك لدى المؤلف. وفي السابق، كان يجب أن يتم نشر وصف النباتات والفطر باللغة اللاتينية؛ لكونها كانت اللغة العالمية للعلوم عبر التاريخ. وفي عام 2011م، عند ملاحظة أن مطلب اللغة اللاتينية قد يبطئ عملية وصف النباتات المهددة بالانقراض في القريب العاجل، فإن الميثاق الدولي لتسمية الطحالب، والفطر، والنباتات قد غَيَّر المطلب للسماح بالوصف الرسمي باللغة اللاتينية أو الإنجليزية. يتم إضافة الأنواع الموصوفة حديثًا إلى موسوعة الحياة بصورة منتظم